# Ulrich Vischer
Ulrich «Ueli» Vischer (* 9. Dezember 1951 in Basel) ist ein Schweizer Rechtsanwalt und Politiker (LDP).

## Leben
Vischer schloss 1970 das Humanistische Gymnasium mit der Matura ab. Ab 1970 studierte er Rechtswissenschaft an der Universität Basel und schloss 1974 mit dem Lizenziat ab. Anschliessend absolvierte er juristische Praktika, so 1977/78 beim Schweizerischen Bankverein. Er war juristischer Mitarbeiter beim Basler Volkswirtschaftsbund. Vischer wurde 1977 promoviert und erlangte 1980 das Anwaltspatent.
Von 1979 bis 1992 arbeitete Vischer bei der Basler Versicherungsgesellschaft, ab 1981 im Generalsekretariat, schliesslich als Generalsekretär und ab 1988 als Landesdelegierter zuständig für die italienische Tochtergesellschaft des Unternehmens.
Vischer vertrat von 1980 bis 1992 die LDP im Grossen Rat des Kantons Basel-Stadt. Im Amtsjahr 1989/90 präsidierte er den Grossen Rat. 1991 kandidierte er erfolglos für den Ständerat. Von 1992 bis 2004 war Vischer Regierungsrat und stand dem Finanzdepartement vor.
Nach seinem Rücktritt als Regierungsrat trat er 2005 als Partner in das Anwaltsbüro Vischer Anwälte und Notare ein. Zwischen September 2005 und Dezember 2019 war er Präsident des Universitätsrates der Universität Basel. Zwischen 2013 und 2019 war er zudem Meister E.E. Zunft zum Schlüssel.
Seit Juni 2006 präsidiert er den Verwaltungsrat der Messe Schweiz, dem er bereits zuvor als Regierungsrat angehört hatte. Im Frühling 2020 kam er in die Kritik und es wurden Rücktrittsforderungen geäussert. Er kündigte daraufhin an, den Posten spätestens zur Generalversammlung 2021 abzugeben.
Mit dem Zürcher Politiker Daniel Vischer (Grüne) war er entfernt verwandt. Vischer ist verheiratet und hat zwei Kinder.